# Hadern
Hadern est un secteur de Munich et compte 46 000 habitants (2008).

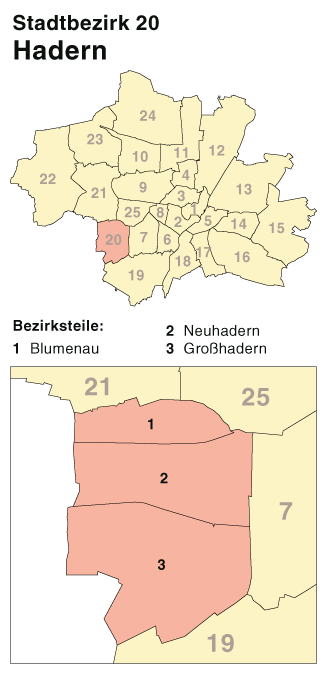
Secteur 20 Hadern, à Munich

## Histoire
La localité était paysanne au XIe siècle sous le nom de Haderun. 
Großhadern dépendait de l'abbaye bénédictine et Kleinhadern de l'abbaye de Schäftlarn. En 1938, Großhadern a été englobé dans Munich. On peut alors considérer Hadern comme une cité dortoir remplaçant ainsi les anciennes fermes.

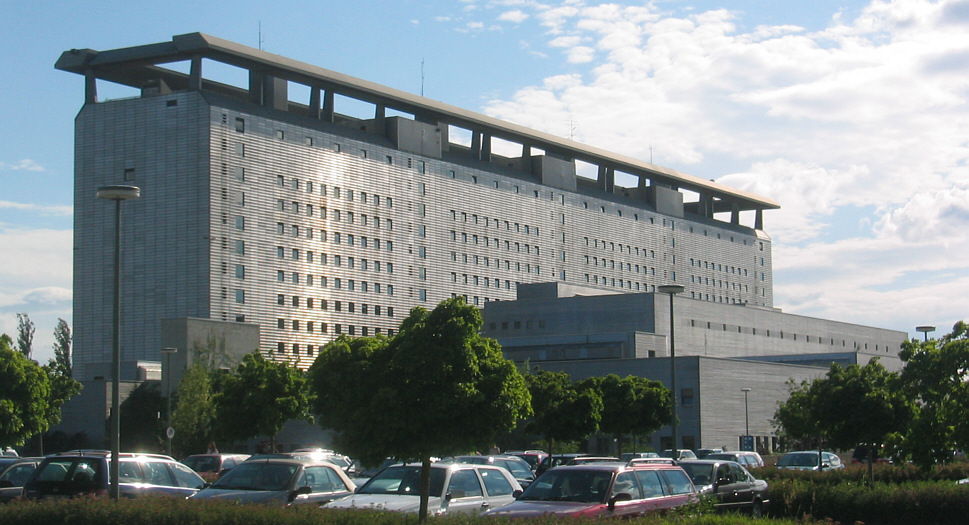
The Clinique de Großhadern

## Voir Aussi
Liste des secteurs de Munich

## Référence
1. ↑  Franz Oßner: Geschichte der Pfarrei Planegg und ihrer Ortschaften Planegg, Steinkirchen, Martinsried, Krailling sowie des Wallfahrtsortes Maria Eich, S. 13